# 埃弗海姆
埃弗海姆（荷蘭語：Evergem，荷蘭語發音：[ˈeːvərɣɛm] ⓘ）是比利时弗拉芒大區东佛兰德省根特區的一个市镇，通行荷蘭語，是弗拉芒社群的一部分，面积75.37平方千米，人口35,239人（2018年1月1日）。